# Valeta

Valeta (em inglês:  Valletta [vəˈlɛtə]; em maltês:  Il-Belt Valletta [ˈil.bɛlt ˈvɐlɛ.tɐ]) é a capital da República de Malta. Tem uma população de cerca de 6 315 habitantes (censo de 2005) e situa-se na costa leste da ilha de Malta. Situa-se na península homónima, dispondo de dois portos naturais: Marsamxett e Grand Harbour.
O nome oficial da cidade foi dado pela Ordem de São João e é Humilissima Civitas Valletta — A Humílima Cidade de Valeta. Contudo, com a construção dos bastiões, muralhas e revelins, ao mesmo tempo que a cidade se desenvolvia com numerosos edifícios barrocos, a cidade passou a ser apelidada de Superbissima. Em maltês é comummente conhecida com Il-Belt - A Cidade.

## História

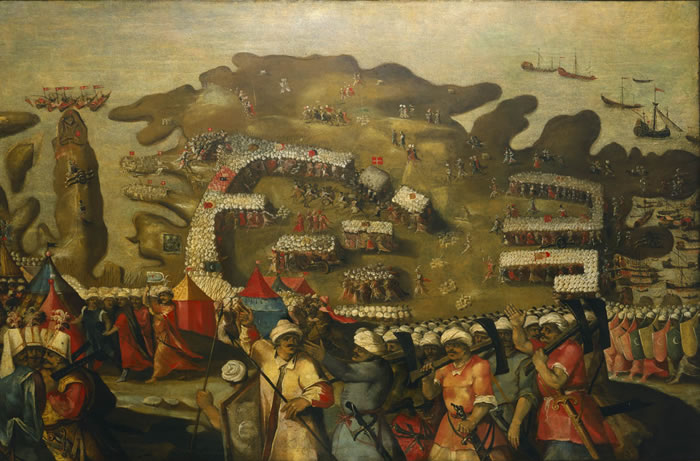
Cerco Otomano a Valeta em 1565

Em 1530, os Cavaleiros de São João, expulsos de Rodes pelos Turcos Otomanos, receberam Malta para se instalarem. Continuaram em guerra com os Turcos, a quem consideravam infiéis e, portanto, inimigos. Em 1565, o sultão otomano Solimão, o Magnífico ordenou um ataque a Malta numa tentativa de exterminar a Ordem. Uma grande frota turca, com quatro vezes o número de homens ao dispor dos defensores, cercou a ilha em maio. A luta manteve-se acesa até setembro, mês em que os Turcos se retiraram, severamente batidos por causa de reforços vindos da Sicília. Após a guerra, os soldados começaram a fixar-se em vários pontos da ilha, em especial numa pequena península no sopé do monte Sceberras entre dois portos naturais, onde viria a nascer Valeta.
O povoado começou a desenvolver-se; foi construída uma torre no extremo da ilha, a Torre de Santo Elmo, com o intuito de defender a nova cidade. Mais tarde, o grão-mestre da Ordem, Jean Parisot de la Valette, apercebeu-se que a Ordem pretendia manter a sua posição na ilha, portanto começou a planear uma cidade fortificada. O projecto foi apoiado pelo papa Pio V e pelo rei de Espanha, Filipe II. O papa disponibilizou os serviços de Francesco Laparelli, engenheiro militar, para a concepção da cidade e dos seus órgãos defensivos. A obras começaram em 1566, com a edificação dos bastiões, procedendo-se depois à construção dos edifícios mais importantes; a cidade recebeu o seu nome do grão mestre, ficando a denominar-se La Valetta.

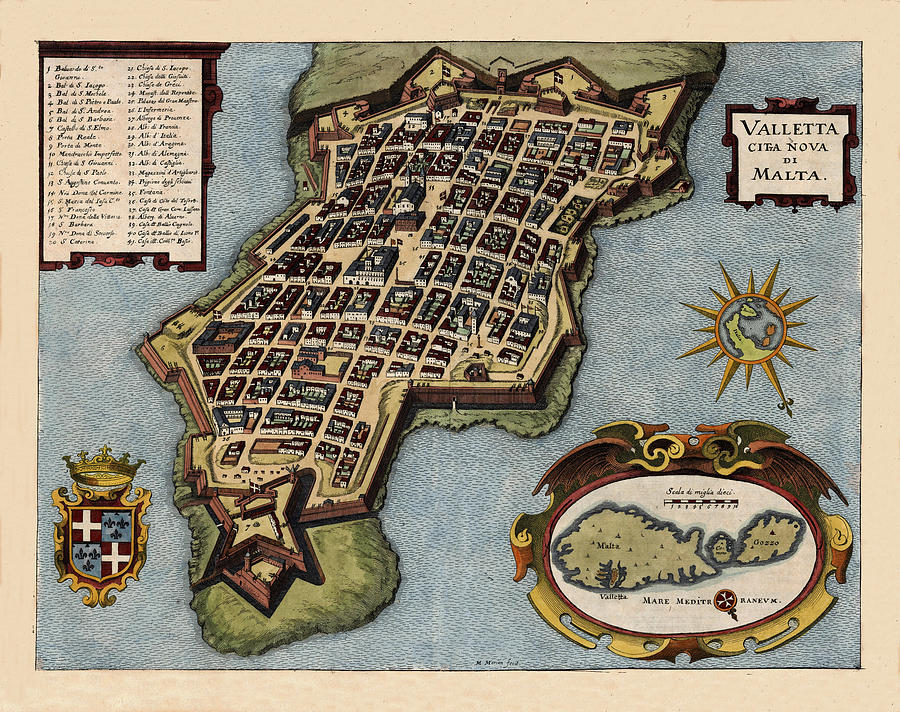
Plano da cidade de Valeta, 1680

A cidade ficou concluída em 1568, já depois da morte de La Valette. O seu sucessor, Pietro del Monte continuou o trabalho já começado. Em 1571, o quartel da Ordem foi transferida de Birgu para Valeta. O arquitecto Laparelli deixou Malta em 1570, sendo substituído por Gerolamo Cassar, que tinha passado largas temporadas em Roma, e por isso estava bem informado sobre os estilos arquitectónicos mais vanguardistas. Foi responsável pela construção da Sacra Infermeria, a Igreja de São João, o Palácio do Grão-Mestre e sete albergues (local onde ficavam hospedados os Cavaleiros da Ordem). Durante o século XVI a cidade cresceu muito, tanto em termos populacionais, pois muitas pessoas de toda a ilha deslocavam-se para lá com o intuito de aí ficarem mais seguras devido à fortaleza que rodeava a cidade, como também em termos de património; Cassar ergue diversos palácios e igrejas em estilo Maneirista.

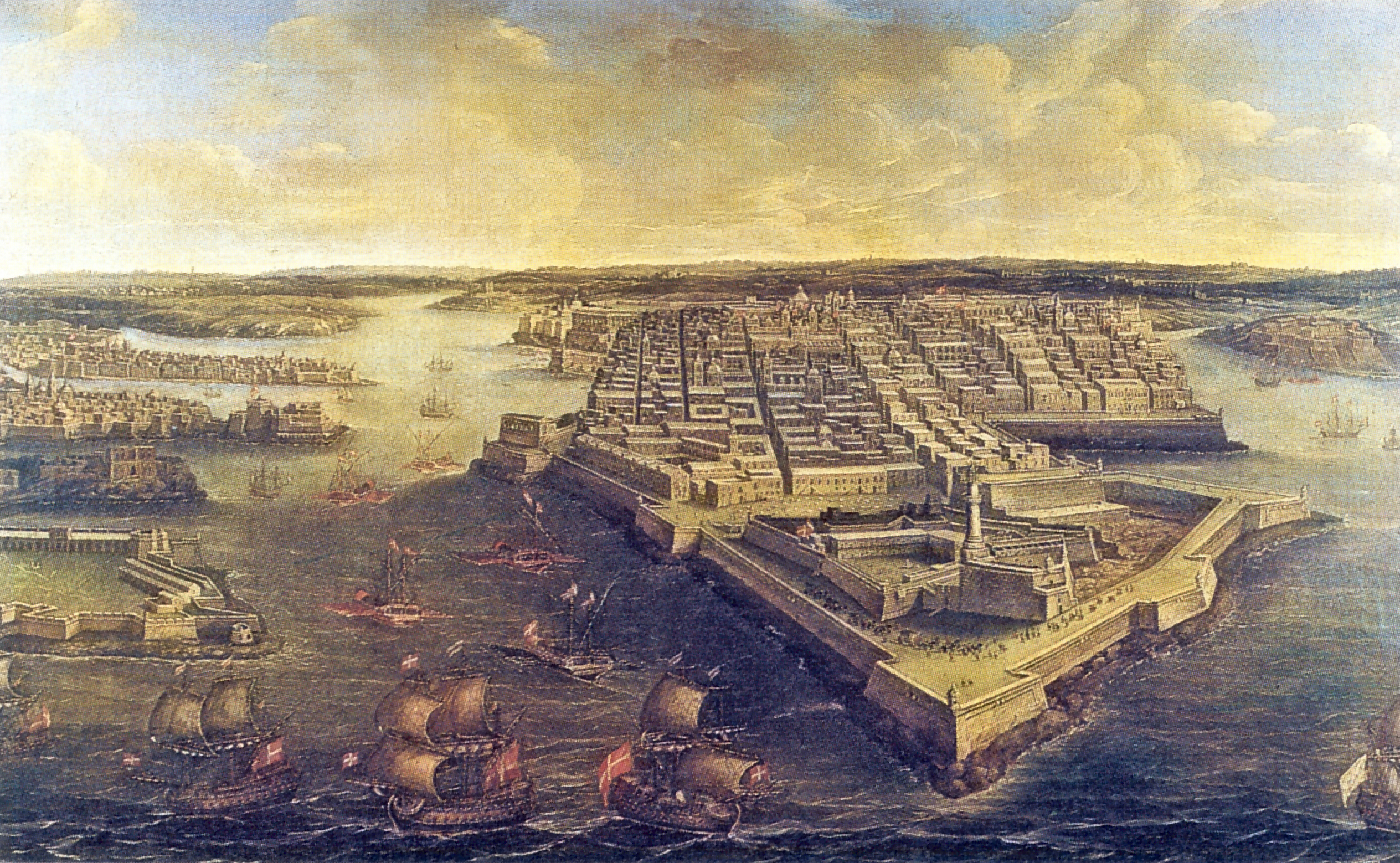
Grand Harbour em 1801

Valeta tornou-se num importante centro estratégico no Mediterrâneo; a posição geográfica e a cidade fortificada foram muito importantes no que diz respeito à estratégia militar no sul da Europa e norte de África. O planeamento urbano da cidade estava muito virado para a defesa da mesma. Baseada numa malha urbana mais ou menos uniforme, à medida que se vai aproximando do extremo da península as ruas são bastante inclinadas; as escadas nessas ruas têm degraus bastante diferentes do habitual, pois eram destinados a facilitar a movimentação dos Cavaleiros da Ordem com as suas armaduras bastante pesadas.
Mais tarde, foi a partir da cidade que Napoleão atacou a Ordem, obrigando o grão-mestre Ferdinand von Hompesch, que lhe teria dado porto-salvo para reabastecer os navios enquanto se dirigia para o Egipto, a capitular.
Já no século XX, a cidade sofreu mais um cerco. Desta vez foi durante a Segunda Guerra Mundial, tendo sido fortemente bombardeada, ficando parcialmente destruída. No pós-guerra, a cidade recuperou rapidamente; nos dias hoje ainda se podem observar as marcas deixadas por essa época. A população da cidade decresceu severamente nessa época, pois as pessoas deslocavam-se para a periferia onde nasciam casas modernas em novos aglomerados urbanos; a cidade ficou reduzida a cerca de 9 000 habitantes.
Na viragem do século a cidade ganhou novo fôlego; a entrada de Malta para a União Europeia, em maio de 2004, tornou Valeta no principal centro financeiro do país, atraindo também muitos turistas. O sector do turismo ficou largamente beneficiado com a adesão ao euro, em janeiro de 2008, devido ao facto de a larga maioria dos turistas em Valeta serem originários da zona Euro.

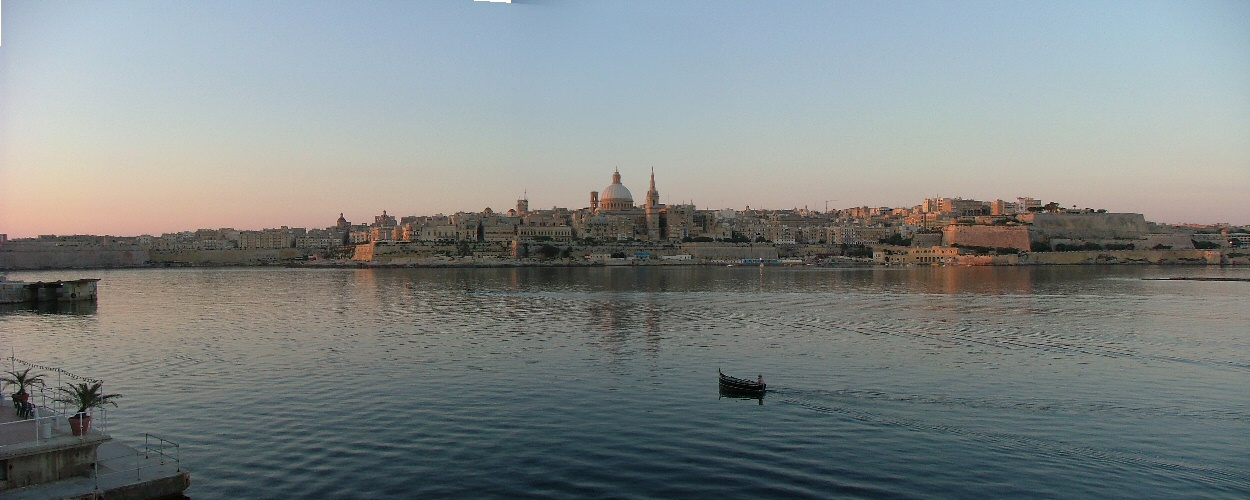
Panorama actual da cidade

## Património Mundial
A capital maltesa está intrinsecamente ligada à história da Ordem de São João de Jerusalém. Foi dominada por Fenícios, Gregos, Cartagineses, Romanos, Bizantinos, muçulmanos e pela Ordem de São João ao longo da sua larga história. Os 320 monumentos  de Valeta nuns escassos 55 hectares, fazem da cidade um dos locais de maior densidade histórica do mundo.
Os critérios para a eleição de Valeta como patrimônio mundial foram o facto de representar uma obra-prima do gênio criativo humano e estar diretamente ou tangivelmente associado a eventos ou tradições vivas, com ideias ou crenças, com trabalhos artísticos e literários de destacada importância universal.

## Geografia
Valeta fica situada na parte central da costa leste da ilha de Malta. A cidade está edificada na península homónima, no sopé do monte Sceberras: É delimitada a sudoeste pela cidade de Floriana, e a norte e a sul pelos portos naturais de Grand Harbour e Marsamxett, respectivamente.

### Clima

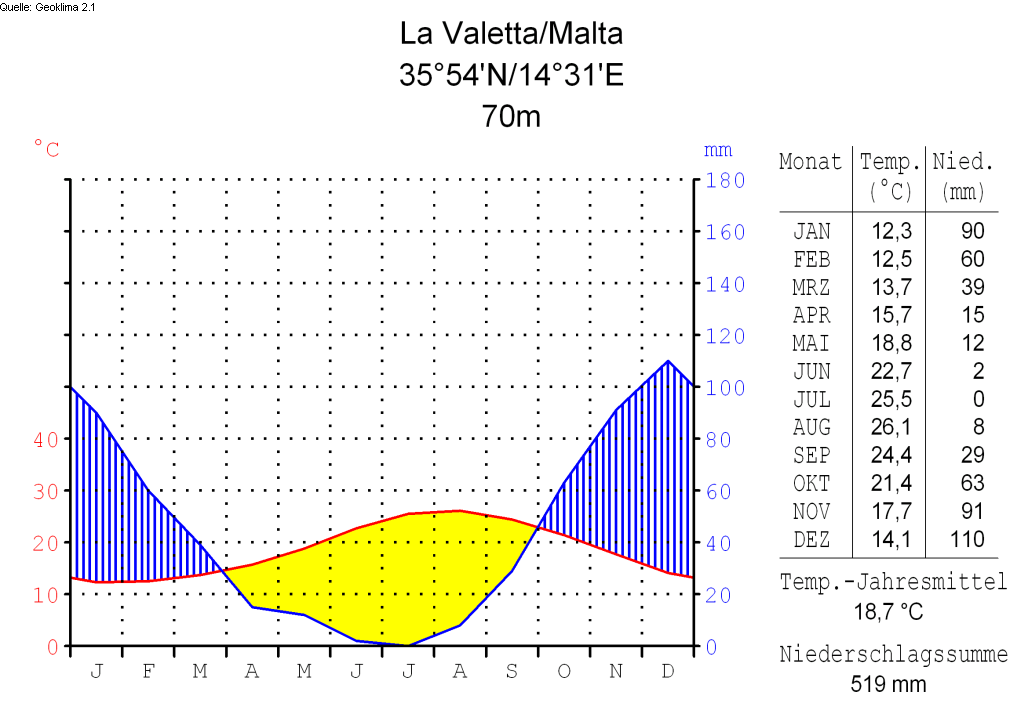
Clima de Valeta

O clima na cidade de Valeta, é, como em todo o país, mediterrânico. No verão a temperatura média é de 21 °C e no Inverno de 15 °C. Os níveis médios de precipitação são cerca de 500 mm, o que faz com que o clima se assemelhe muito ao árido.
| 2006                    | jan | fev | mar | abr | mai | jun | jul | ago | set | out | nov | dez | Total |
| ----------------------- | --- | --- | --- | --- | --- | --- | --- | --- | --- | --- | --- | --- | ----- |
| Temperatura máxima (°C) | 14  | 15  | 16  | 18  | 22  | 26  | 29  | 29  | 27  | 24  | 20  | 16  | 21,3  |
| Temperatura mínima (°C) | 10  | 10  | 11  | 13  | 16  | 19  | 22  | 23  | 22  | 19  | 16  | 12  | 15,1  |
| Precipitação (mm)       | 90  | 60  | 39  | 15  | 12  | 2   | 0   | 8   | 29  | 63  | 91  | 110 | 519   |

## Demografia
| Ano  | População |
| 1901 | 22 768    |
| 1921 | 22 392    |
| 1931 | 22 779    |
| 1948 | 18 666    |
| 1957 | 18 202    |
| 1967 | 15 679    |
| 1985 | 9 340     |
| 1995 | 7 262     |
| 2005 | 6 300     |

A população da cidade tem vindo a decrescer ao longo dos anos, tendo ficado reduzida a cerca de um terço do pico populacional anterior. Depois da Segunda Guerra Mundial a população da cidade começou fixar-se nas imediações da cidade devido ao rápido desenvolvimento desses locais; apesar do "êxodo", Valeta continua a ser o centro comercial e administrativo da ilha e do país. No que diz respeito à imigração, existiam, em 2005, 114 imigrantes na cidade, cerca de 2% da população; são maioritariamente ingleses. Em 2005, registaram-se 46 nascimentos fazendo com que a taxa de natalidade se situe aproximadamente nos 7%. A idade média da população de Valeta é 44,2 anos.

## Transportes

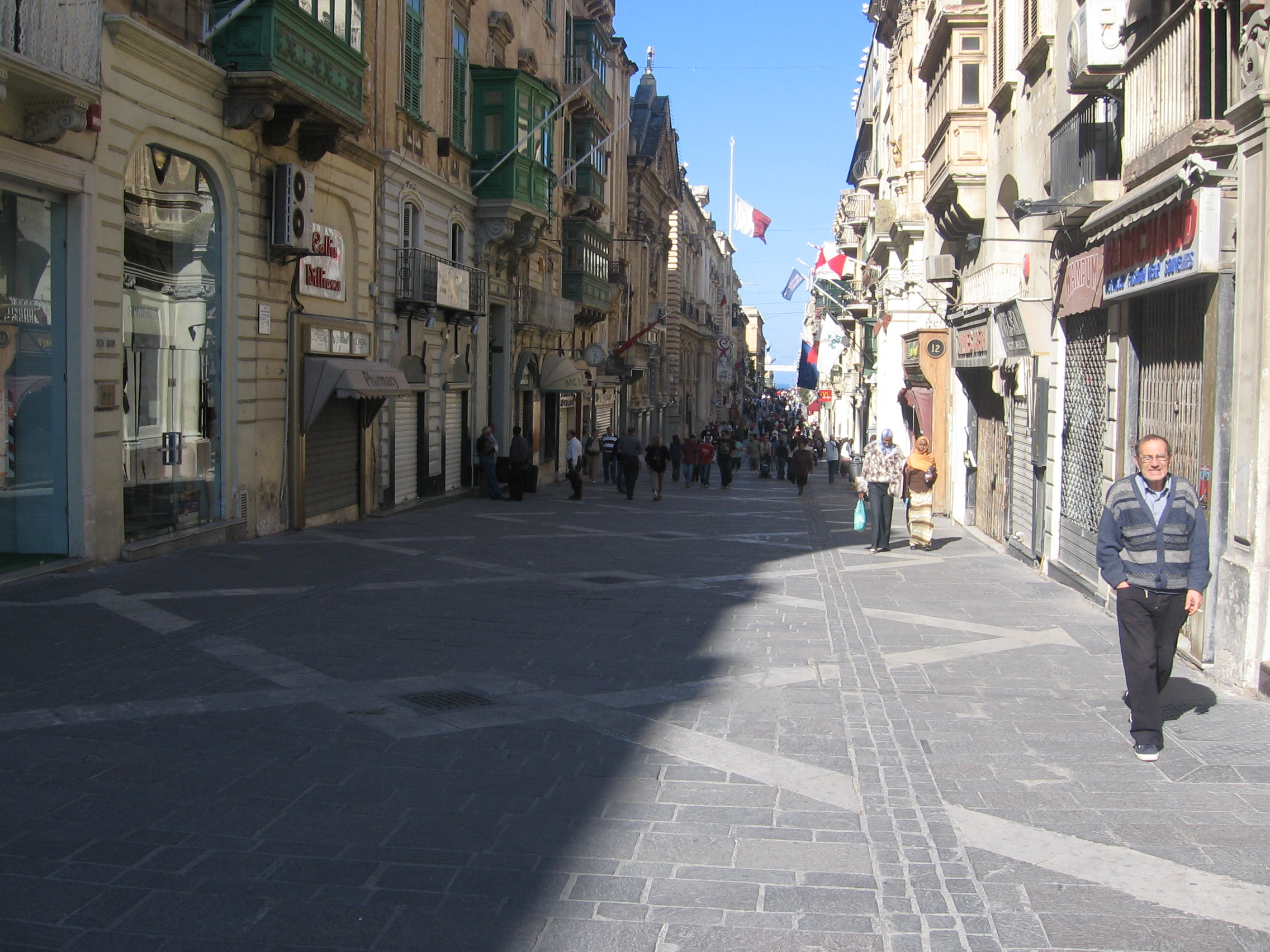
Rua da República - via pedestre

O serviços de transportes públicos de Malta é feito por autocarros. Estes circulam de e para Valeta, sendo o terminal central fora da entrada da cidade. Foi criado recentemente um serviço de autocarros nas horas de ponta da manhã e da tarde, que ligam a capital às cidades de Mosta e Żurrieq. O trânsito automóvel é bastante restrito no interior da cidade; as principais vias de circulação na cidade são pedestres. Em 2006, foi implementado um sistema de park and ride (literalmente, estacionar e circular) com o intuito de reduzir o trânsito automóvel; esse sistema constitui numa série de parques de estacionamento fora da cidade que têm ligação com a rede de transportes que faz a conexão com o centro da cidade. Para além dessa medida, foi aplicada em 2007 uma tarifação de congestionamento.

### Aeroporto
O Aeroporto Internacional de Malta situa-se a oito quilómetros de Valeta; fica entre Luqa e Gudja e serve o arquipélago inteiro. É o principal hub da companhia aérea Air Malta. O crescimento do transporte de passageiros de e para Malta cresceu 21,8% em Março de 2008, relativamente a 2007.

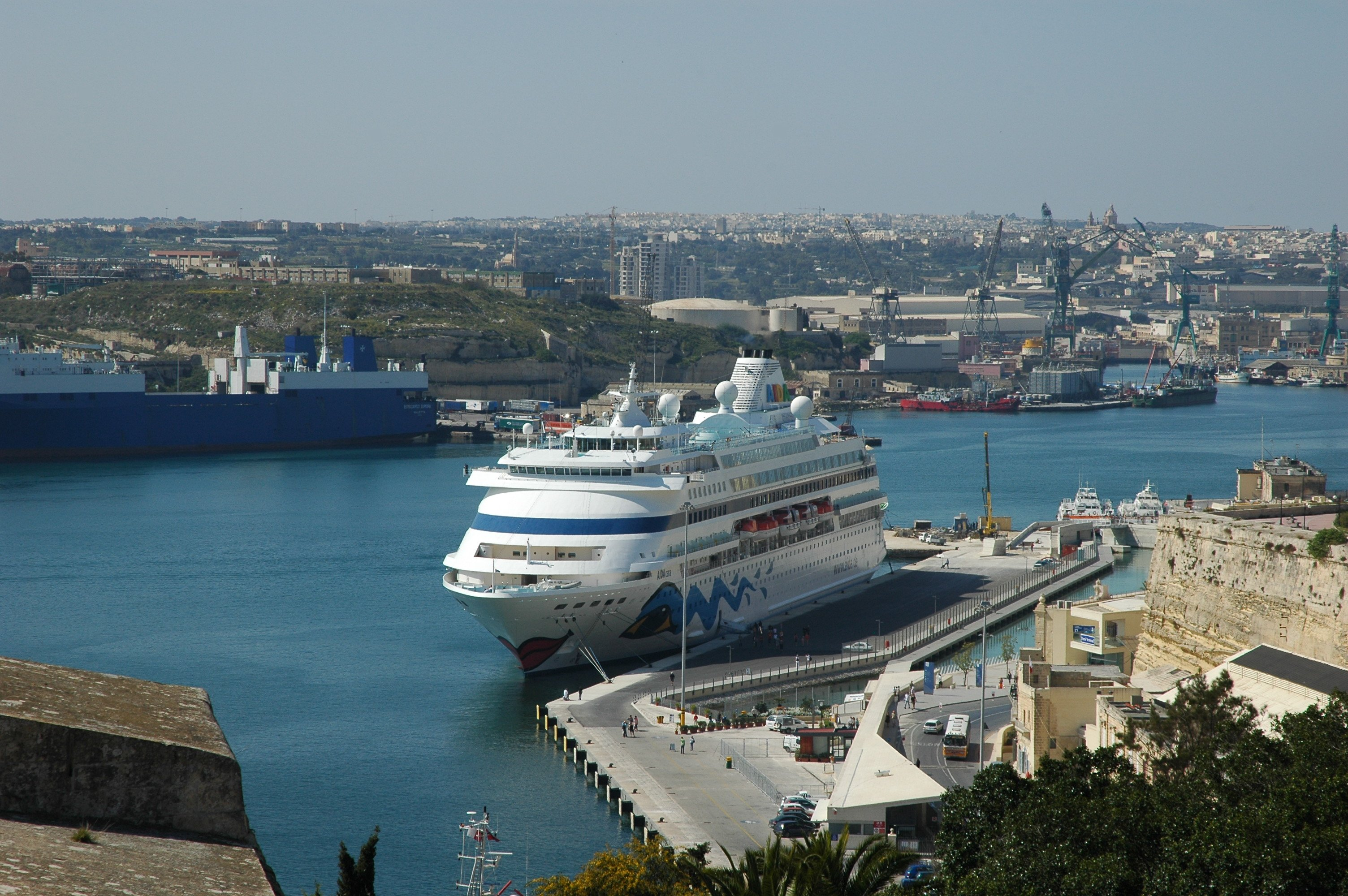
Cruzeiro abarcando em Valeta.

## Turismo
Uma das principais actividades económicas de Valeta, e mesmo de Malta, é o turismo. O facto de o centro histórico da cidade ser património mundial da UNESCO está intimamente relacionado com a procura turística; a Co-Catedral de São João, a Catedral de São Paulo Anglicano, ou os palácios e albergues espalhados pela cidade atraem muitos turistas. O clima agradável da ilha é também uma factor que abona a favor do turismo na cidade; Valeta é um importante porto de cruzeiros no Mediterrâneo. Para além do património histórico, um dos outros motivos pelo qual a cidade é conhecida é pelas suas festividades. O Carnaval de Valeta é a mais importante festa, e que todos os anos leva muita gente à cidade. As festas de Nossa Senhora do Carmo a 16 de julho, São Paulo a 10 de fevereiro, São Domingos a 4 de agosto e Santo Agostinho no terceiro domingo depois da Páscoa são igualmente importantes e muito celebradas.